# Euploea murrayi
Euploea murrayi är en fjärilsart som beskrevs av Butler 1884. Euploea murrayi ingår i släktet Euploea och familjen praktfjärilar. Inga underarter finns listade i Catalogue of Life.